# Дасси, Жан Жозеф
Жан-Жозеф Дасси (фр. Jean-Joseph Dassy; 27 декабря 1791, Марсель — 27 июля 1865, там же)  — французский художник.

## Биография
Уроженец Марселя. Сын ремесленника-каменотёса, владельца мастерской. Брат аббата Дасси, филантропа, открывшего школу для слепых детей в Марселе (сегодня в городе ему установлен памятник). Двое других братьев пошли по стопам отца и занимались обработкой мрамора.
Дасси учился живописи в Школе изящных искусств Марселя у местных художников Огюстена Обера и Инносента Губо. После этого он отправился в Париж, где быстро стал одним из лучших учеников прославленного в те дни Жироде-Триозона, который говорил о нём: «Дасси превзошёл бы всех, если бы умел бросаться вперёд, но я опасаюсь его скромности и застенчивости». В 1819 году молодой художник выставил на парижском Салоне картину «Ной, покидающий ковчег», которая была куплена королём. В 1825 году он выставил картину «Кающаяся Мария Магдалина», за которую получил медаль Салона, и которую позже подарил в марсельский музей. В 1825 году он отправился в Рим, чтобы совершенствовать свое мастерство. С 1823 по 1826 год он выполнил ряд литографий с картин своего наставника Жироде-Триозона. 
В разгар событий Июльской революции 1830 года художник вернулся в Марсель. В это время мэрия города отставила Огюстена Обера от должности ректора Школы изящных искусств за его симпатии к прежней королевской власти и предложила его место Дасси. Он, однако, не только отказался от такой чести, но и добился от мэрии Марселя восстановления своего старого учителя на его посту.
На парижском Салоне 1831 года Дасси, как бы проигнорировав революцию, выставил две религиозные картины. Через некоторое время после этого он совершил вторую длительную поездку в Рим (1833-1836). Вернувшись в Париж, Дасси регулярно выставлялся на Салоне с 1837 по 1844 год. Ряд его картин, созданных в тот период, позднее украсили Версальский дворец и кафедральный собор Арраса.  
В 1844 году Дасси покинул Париж и вернулся в Марсель, где стал членом Марсельской академии. В 1845 году он был назначен куратором Марсельского музея и занимал эту должность до самой смерти. В этот период Дасси создал не так много картин, ограничившись, фактически, несколькими работами для украшения храмов города. 
Скончался в Марселе.

## Галерея

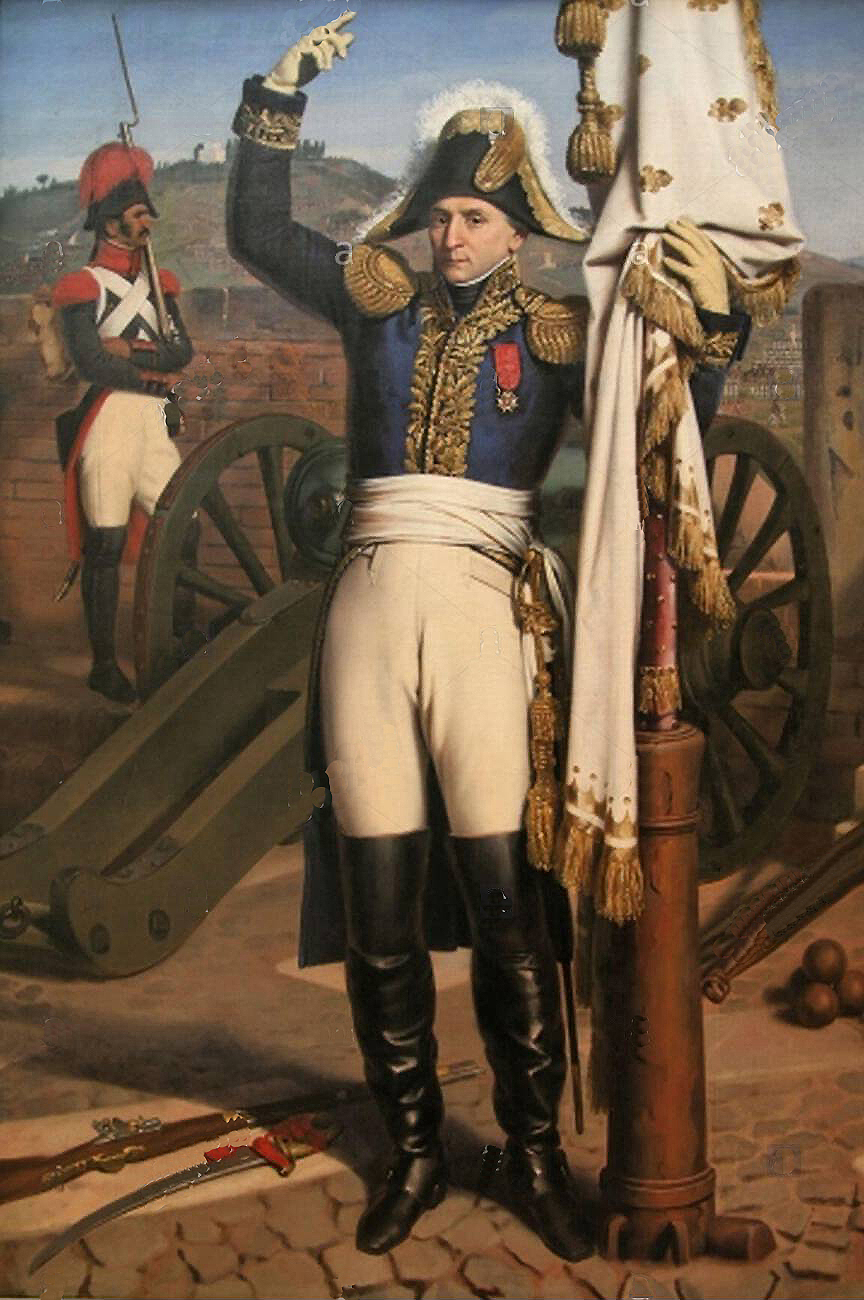
Портрет Луи Франсуа Перрена де Преси. Музей истории и искусств Шоле.
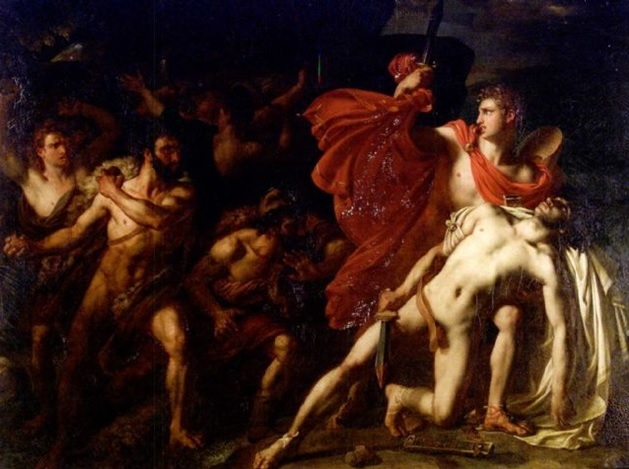
Орест и Пилад.